# Brasserie

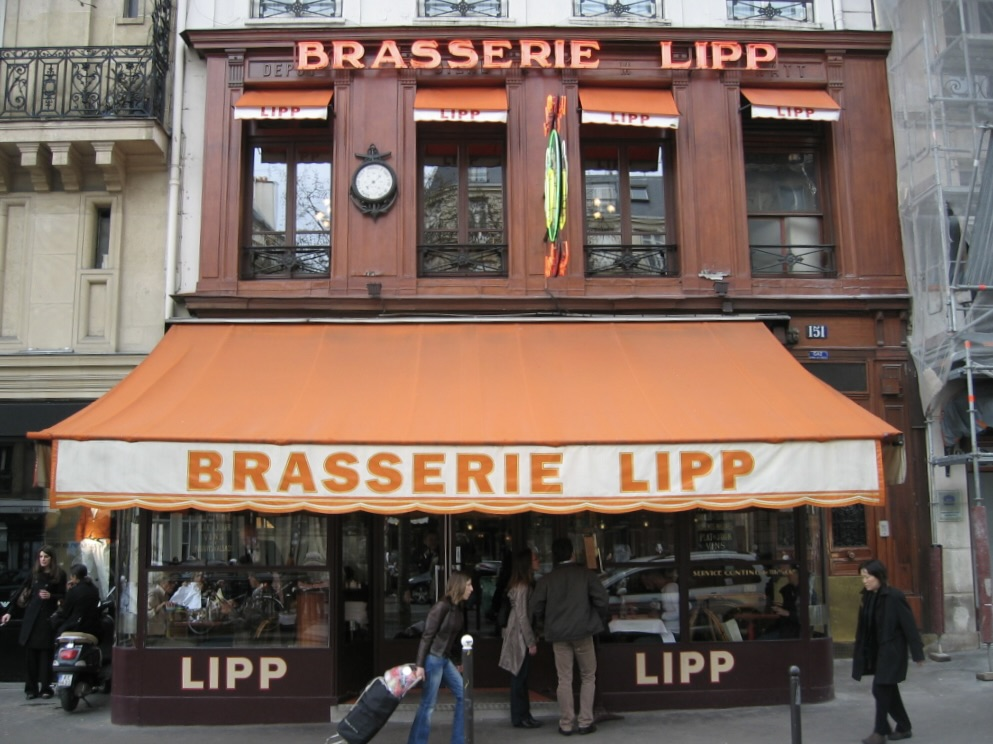
A fachada de uma brasserie em Paris

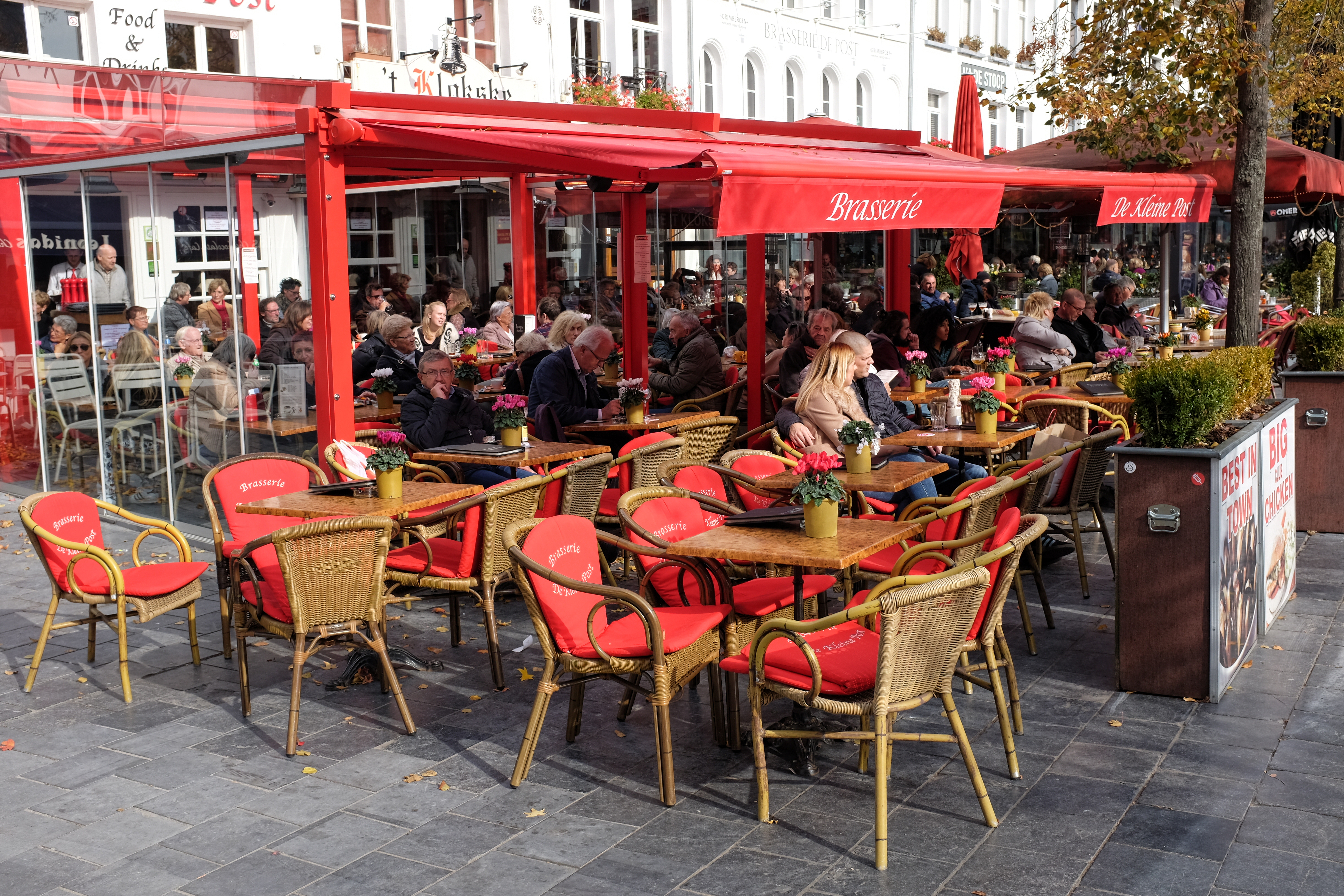
Brasserie em Groenplaats, Antuérpia.

Na França e no mundo francófono, brasserie é um tipo de restaurante com um ambiente descontraído, que serve pratos simples e outras refeições. A palavra "brasserie" também é uma palavra francesa para cervejaria e, por extensão é um "negócio de cerveja". Numa brasserie pode-se esperar ter um serviço profissional e cardápios impressos (ao contrário de um bistrô, que pode ter nenhum desses). Normalmente, uma brasserie está aberta todos os dias da semana e serve o mesmo cardápio todos os dias.
A origem da palavra com toda a probabilidade deriva do fato de que a cerveja era fabricada nas instalações e não trazida: assim, uma estalagem iria preparar sua própria cerveja, bem como abastecer alimentos e, invariavelmente, alojar também.